# Лудони
Лудо́ни — деревня в северо-восточной части Струго-Красненского района Псковской области. Входит в Новосельскую волость.

## Расположение
- Деревня расположена в 76 км к северо-востоку от города Псков на пересечении автодорог Санкт-Петербург — Псков — Киев М20 и Лудони — Павы — Боровичи Р63.
- Удалённость от административного центра района и ближайшей железнодорожной станции — посёлка городского типа Струги Красные составляет 16 км.
- Бывший административный центр волости — деревня Хредино находится в 12 км к юго-востоку от деревни.

## Население
| 2001 | 2002 | 2010 | 2011 |
| ---- | ---- | ---- | ---- |
| 400  | ↘391 | ↘313 | ↗381 |

Численность населения деревни по оценке на начало 2001 года составляла 400 жителей, на 2011 год — 381 житель.

## История
До конца 1970-х годов деревня состояла из двух населённых пунктов: Лудони и Новоселье.
С 1995 до 2015 года Лудони входили в состав Хрединской волости.

## Достопримечательности
На холме возле юго-восточной окраины деревни расположена братская могила с останками павших в годы Великой Отечественной войны бойцов 9-го Псковского погранотряда. В центре деревни установлен обелиск на месте захоронения 5 советских воинов.
В 2008 году построена, и вскоре была открыта для прихожан церковь Иоанна Кронштадтского.

## Инфраструктура
На территории деревни расположена центральная усадьба СПК им. Мичурина. Имеются также фельдшерско-аптечный пункт, основная общеобразовательная школа, автозаправочная станция, несколько магазинов.

### Улицы
- Боровая
- Павская
- Почтовая
- Речная
- Садовая
- Сергея Волкова
- Школьная